# Tüzen (Kriesow)
Tüzen ist ein Ortsteil der Gemeinde Kriesow im Landkreis Mecklenburgische Seenplatte in Mecklenburg-Vorpommern. Der Ort liegt südwestlich des Hauptortes Kriesow an der Kreisstraße K 60. Unweit westlich des Ortes erstreckt sich der ca. 0,25 km² große Tüzer See.